# サンデパート (札幌)
サンデパートは、北海道札幌市中央区狸小路に所在した日本の寄合百貨店。

## 概要
1962年にサンデパートとして創業、開店した。デパート名は一般公募より採用した。店名の由来は、立地場所である狸小路三丁目の「三」、及び太陽（Sun）の発音より。当デパートは北海道で最初の複数店による共同店舗であり、エスカレーター設置のデパートとしても北海道初であった。
後に百貨店は閉店し建物はテナントビルとなり、会社はこの建物の不動産管理会社となった。百貨店閉店後はYESそうご電器本店が実質キーテナントとして入居していたが、その後ドン・キホーテ札幌店に入れ替わっている。2012年、同ビルの再開発計画が報じられ、2015年10月、2020年の完成を目指し地上28階建てのビルに建て替えることが発表された。2018年4月16日、キーテナントであったドン・キホーテが駅前通りを挟んで向かいに立地するコスモビルおよびアルシュビルに移転し、程無くゲオ狸小路店も近隣に立地するラルズ狸小路店地階へ移転した事により、入居していた施設が全て撤退完了。

## 沿革

### 本史
- 1962年（昭和37年）11月 - サンデパート創業、完成していた1階 ～ 3階のみ先行オープン。
  - 核テナントの一つである和装履物専門店 現代屋店舗建物（1951年（昭和26年）着工・完成）が立地していた場所に新築。
  - 2階には（小樽の老舗百貨店「ニューギンザ百貨店」系列である）「ニューギンザストア」がテナント入居（札幌市初出店）。
- 1963年（昭和38年）12月
  - 4階から9階が完成し、食堂街フロア等もオープン。
  - 7階から9階は、賃貸マンション、事務所・倉庫、貸しオフィス、カルチャー教室。
- 1976年（昭和51年）4月27日 - かつて地階で高級喫茶「茶房・飛鳥」を運営、その後、6階大衆食堂「ピクニック」・地階和風レストラン「柳桜園」を営んでいた飛鳥が不渡りを出し倒産[5]
- 1983年（昭和58年）12月 - リニューアル工事。
- 1984年（昭和59年）3月 - 百貨店が6階の一部入居テナント（雑貨屋、美容院、歯科医院）のみを残し閉店。後継テナントには当時道内最大手の家電量販店チェーンであったYESそうご電器が入居。建物名称を「サンデパートビルそうご電器『YES』店」に改称。
  - 1997年（平成9年）11月 - そうご電器のメインバンク北海道拓殖銀行、経営破綻。
  - 2001年（平成13年）11月 - そうご電器、ドン・キホーテと業務提携を締結。
  - 2002年（平成14年）2月12日 - そうご電器、民事再生手続きを申請し、経営破綻。札証上場廃止。同年9月、民事再生法手続きが完了。
  - 2002年（平成14年）10月 - ビデオレンタルのゲオがそうご電器を経営救済の為、ゲオイエスという新商号で子会社化。
- 2002年（平成14年） - 撤退したYESそうご電器に代わり、ドン・キホーテ札幌店とゲオ札幌店がテナント入居。

### 後史
- 2018年（平成30年）5月 - 地区再開発のため解体開始[4][6]。
- 2023年（令和5年）7月 - 跡地に複合商業施設「モユクサッポロ」が開館[7]。

## デパート時代の主なフロア構成
| [icon] | この節の加筆が望まれています。 |

| [icon] | この節の加筆が望まれています。 |

| [icon] | この節の加筆が望まれています。 |

| [icon] | この節の加筆が望まれています。 |

| [icon] | この節の加筆が望まれています。 |

| [icon] | この節の加筆が望まれています。 |

| [icon] | この節の加筆が望まれています。 |

| [icon] | この節の加筆が望まれています。 |

| [icon] | この節の加筆が望まれています。 |

### デパート閉店後
- デパート廃業・そうご電器『YES』札幌本店となった以降より、エスカレーターは地下1階 - 5階間の各階のみ、7階以上へは従業員用出入り口内のエレベーターでのみとなる。地下2階フロアは閉鎖されている。
- 6階 - 9階部分の入居・利用状況は百貨店閉店時よりほとんど代わっていない。地下1階の中華料理店・五十番については百貨店時代から変わらず営業し続けていたが[9]、先述のビル建て替えのため2017年6月30日をもって閉店・撤退した[10]。
- 1階に三菱UFJニコスのキャッシュディペンサーが設置されている。

## デパート時代の主な入居テナント
- 和装履物専門店 現代屋
- 東京五十番（中華料理店）[9][10] - ノルベサ北方向向かいに移転。移転の数年前（2010年代前半頃）に年配従業員が殆ど市内別支店に異動（もしくは退職）し、若手の従業員達に引き継がれ、全メニューの味付けも大幅に変更されていた。
- 飛鳥 - 大衆食堂「ピクニック」（直営食堂だったミカド跡を引き継いで開店）、高級喫茶「茶房・飛鳥」、和風レストラン「柳桜園」
- 紳士服エフワン札幌店（株式会社旭堂。1967年にテナント入居）
- 紳士服の丸勝
- 紳士服 SRC
- 呉服の竹内
- 洋傘ショールいのう
- そうご電器サンデパート店 - 後のキーテナント「そうご電器YES店」前身店舗
- ママースパゲティ（イタリア料理店）
- ヴィクトリアステーション 1号店 - 装飾として鉄道模型（蒸気機関車）を走らせていた。
- ケネディハウス札幌店（カフェバー）
- マグナカー（HOスケールサイズのスロットカー）レース場
- こどもクラブ
- ニューギンザストア札幌店（ニューギンザ百貨店系列）
- 松坂屋百貨店札幌店（外商センター）
  - 後に、すすきのへ移転（後のロビンソン百貨店札幌店 → 2009年1月18日閉店）

## デパート時代に開催された催し物・イベント
- アニメ映画「地球へ…」キャンペーン（1980年4月3日）
  - 竹宮惠子とダ・カーポ 歌とサイン会
- 台湾古代服装展示と物産展示即売会（1972年8月30日）
- 第11回学生美術全道展（1969年8月23日）
- 6階に入居していたレストラン「ミカド」にて、エレクトーンなどの生演奏やラジオ番組公開録音が行なわれていた（1970年代前半）。

## デパート食堂「ミカド」「ピクニック」
学校給食の食器によく似ているアルミ（アルマイト）製食器を使用。客席より網入ガラス窓越しに狸小路アーケード街天井屋根を見下ろせる位置にフロアが配置されていた。初代の「ミカド」は直営で、後に地階でテナント入居し、高級喫茶「アスカ」を経営していた飛鳥に外部委託、より大衆食堂化した「ピクニック」となった。

### 主なメニュー
- 卵丼 - 丼飯の上に卵焼きを載せ、醤油が掛けられている。
- カツ・スパゲティー - 油で炒めたスパゲティーの上にトンカツが載せられ、客が好みの量のウスターソースを掛ける。
- おふくろ蕎麦

## CMソング
- CMソングとして「さ～んさ～ん サンデパート 明るいお店 さ～んさ～ん サンデパート 貴方のお店 さ～んさ～ん サンデパート ステキなお店」

の歌詞の森山加代子による「サンデパートの歌」がある。